# آشلاوگ دال

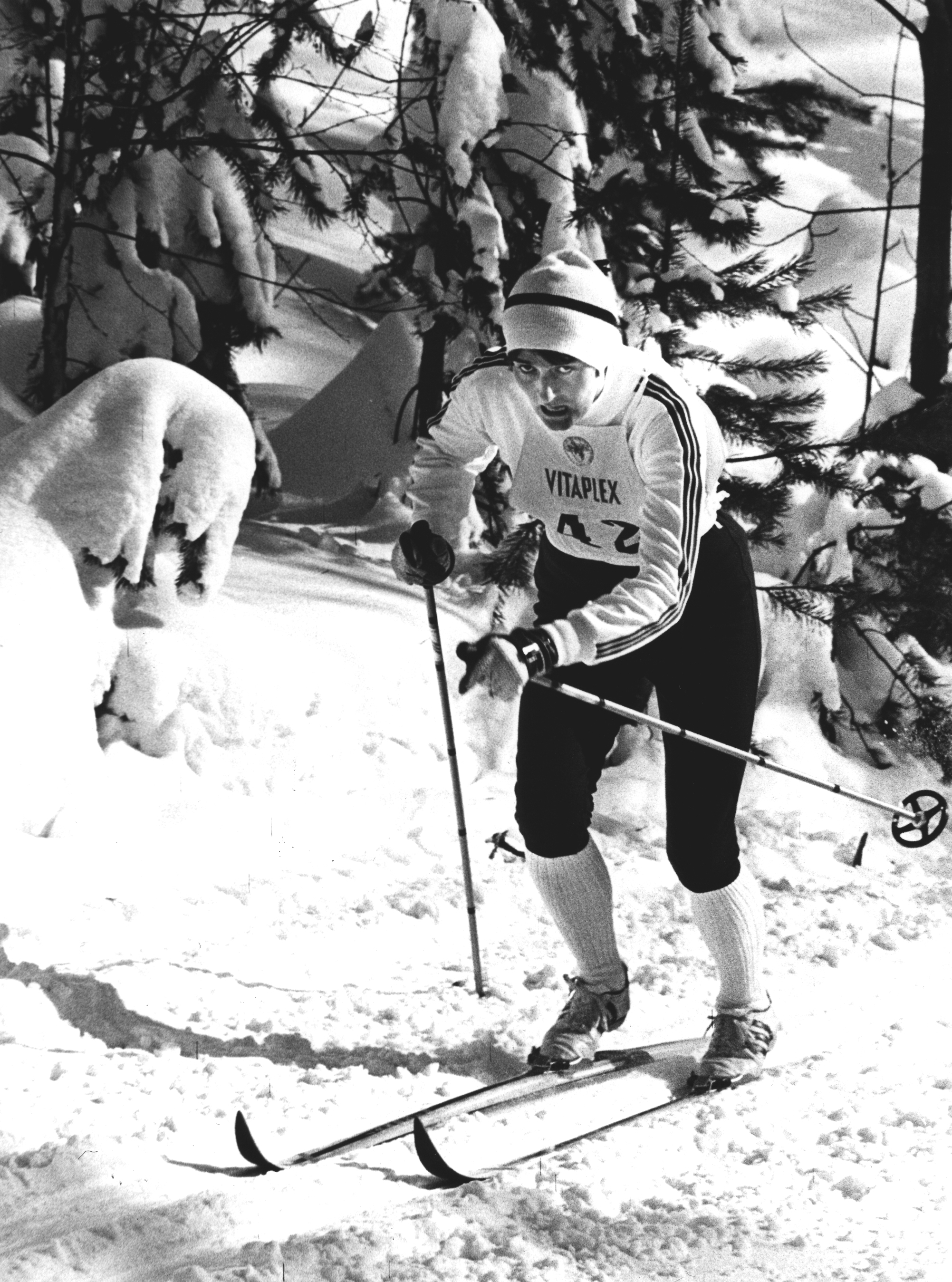
آشلاوگ دال - ۱۹۷۲

آشلاوگ دال (انگلیسی: Aslaug Dahl؛ زادهٔ ۲۳ مارس ۱۹۴۹) اسکی‌باز صحرانوردی اهل نروژ است.